# Dendrophyllia aculeata
Dendrophyllia aculeata is een rifkoralensoort uit de familie van de Dendrophylliidae. De wetenschappelijke naam van de soort is voor het eerst geldig gepubliceerd in 1990 door Latypov.